# Corallimorpharia
Corallimorpharia  è un ordine di coralli della sottoclasse degli esacoralli.

## Tassonomia
L'ordine comprende le seguenti famiglie:
- Corallimorphidae Hertwig, 1882
- Discosomidae Verrill, 1869
- Ricordeidae Watzl, 1922
- Sideractinidae Danielssen, 1890